# Natriumperjodaat
Natriumperjodaat is een natriumzout. De naam refereert eigenlijk aan 2 anorganische verbindingen, die beide natriumzouten zijn van de 2 vormen van het perjodaat-anion:
- Natriummetaperjodaat of m-perjodaat: NaIO4
- Natriumorthoperjodaat of o-perjodaat: Na5IO6

De stof komt voor als kleurloze en reukloze kristallen, die goed oplosbaar zijn in water.

## Synthese
Natriumperjodaat wordt bereid in 2 stappen:
- Eerst wordt er een reactie uitgevoerd tussen natriumjodaat, natriumhydroxide en chloorgas. Hierbij wordt onder meer natriumwaterstofjodaat gevormd:

{\displaystyle \mathrm {NaIO_{3}\ +\ 4\ NaOH\ +\ Cl_{2}\ \longrightarrow \ Na_{3}H_{2}IO_{6}\ +\ 2\ NaCl\ +\ H_{2}O} }
- Vervolgens reageert natriumwaterstofjodaat met salpeterzuur, zodat natriummetaperjodaat gevormd wordt:

{\displaystyle \mathrm {Na_{3}H_{2}IO_{6}\ +\ 2\ HNO_{3}\ \longrightarrow \ NaIO_{4}\ +\ 2\ NaNO_{3}\ +\ 2\ H_{2}O} }

## Toepassingen
Natriumperjodaat wordt gebruikt om cellulose te oxideren en om zo biologisch afbreekbare verbindingen te vormen, die gebruikt kunnen worden als hechtmiddel, in de weefselkweek en in de aanmaak van drugs.

## Toxicologie en veiligheid
Natriumperjodaat is een oxidator en kan daarom brand of ontploffing veroorzaken wanneer het in conctact komt met reducerende stoffen. Bij verwarming boven 300°C ontleedt de stof in onder andere natriumoxide en jood (of, in aanwezigheid van water, ook waterstofjodide).